# Forelius brasiliensis
Forelius brasiliensis is een mierensoort uit de onderfamilie van de Dolichoderinae. De wetenschappelijke naam van de soort is voor het eerst geldig gepubliceerd in 1908 door Forel.